# Ragazzo di provincia
Ragazzo di provincia (Gibbsville) è una serie televisiva statunitense in 13 episodi trasmessi per la prima volta nel corso di una sola stagione dal 1976 al 1977. Ê basata sui racconti di John O'Hara e fu preceduta da un film per la televisione nel 1975, The Turning Point of Jim Malloy. La serie è conosciuta in Italia anche con il titolo di Piccola città.
È una serie drammatica ambientata nella cittadina fittizia di Gibbsville, in Pennsylvania, negli anni 1940 e incentrata sulle vicende di due giovani cronisti, Jim Malloy e Ray Whitehead.

## Personaggi e interpreti
- Jim Malloy (13 episodi, 1976-1977), interpretato da John Savage.
- Ray Whitehead (13 episodi, 1976-1977), interpretato da Gig Young.
- Mrs. Malloy (13 episodi, 1976-1977), interpretato da Peggy McCay.
- Dottor Michael Malloy (13 episodi, 1976-1977), interpretato da Biff McGuire.
- Mr. Pell (13 episodi, 1976-1977), interpretato da Bert Remsen.
- Capitano Edmundson (3 episodi, 1976-1977), interpretato da Kenneth Tobey.

### Guest star
Tra le guest star: Jack Carter, Belinda Montgomery, Lloyd Nolan, Guy Stockwell, George Maharis, Laraine Stephens, Verna Bloom, George Hamilton, Kent Smith, Tom Simcox, Susanne Reed, Betsy Jones-Moreland, M. Emmet Walsh, Hope Lange, Russell Arms, Jack Aranson, Diana Scarwid, Dan O'Herlihy, Frank Campanella, Juliet Mills, Joanna Cameron, Michael Anderson Jr., Kenneth Tobey, Joan Collins.

## Produzione
La serie, ideata da Frank D. Gilroy, fu prodotta da David Gerber Productions e Columbia Pictures Television. Le musiche furono composte da Jack Elliott e Allyn Ferguson e Leonard Rosenman.

### Registi
Tra i registi sono accreditati:
- Harry Harris in un episodio (1976)
- Alexander Singer in un episodio (1976)
- Don McDougall in un episodio (1977)
- Marc Daniels
- Alf Kjellin
- Gene Levitt

### Sceneggiatori
Tra gli sceneggiatori sono accreditati:
- John O'Hara in 13 episodi (1976-1977)
- Richard Fielder in 2 episodi (1976-1977)
- Jerrold L. Ludwig in 2 episodi (1976-1977)
- Jack Hanrahan

## Distribuzione
La serie fu trasmessa negli Stati Uniti dall'11 novembre 1976 al 1977 sulla rete televisiva NBC. In Italia è stata trasmessa con il titolo Ragazzo di provincia.
Alcune delle uscite internazionali sono state:
- negli Stati Uniti l'11 novembre 1976 (Gibbsville)
- nei Paesi Bassi il 31 maggio 1977
- in Italia (Ragazzo di provincia)

## Episodi
| Stagione       | Episodi | Prima TV USA |
| -------------- | ------- | ------------ |
| Prima stagione | 13      | 1976-1977    |